# Бриджпорт (Іллінойс)
Бриджпорт (англ. Bridgeport) — місто (англ. city) в США, в окрузі Лоуренс штату Іллінойс. Населення — 1800 осіб (2020).

## Географія
Бриджпорт розташований за координатами 38°42′30″ пн. ш. 87°45′34″ зх. д. / 38.70833° пн. ш. 87.75944° зх. д. (38.708271, -87.759361).  За даними Бюро перепису населення США в 2010 році місто мало площу 2,78 км², з яких 2,72 км² — суходіл та 0,07 км² — водойми.

## Демографія
Згідно з переписом 2010 року, у місті мешкало 1886 осіб у 777 домогосподарствах у складі 508 родин. Густота населення становила 678 осіб/км².  Було 867 помешкань (312/км²).
Расовий склад населення:
| - 98,4 % — білих - 0,3 % — чорних або афроамериканців - 0,1 % — вихідців з тихоокеанських островів - 0,1 % — корінних американців |

До двох чи більше рас належало 0,7 %. Частка іспаномовних становила 1,1 % від усіх жителів.
За віковим діапазоном населення розподілялося таким чином: 25,1 % — особи молодші 18 років, 59,6 % — особи у віці 18—64 років, 15,3 % — особи у віці 65 років та старші. Медіана віку мешканця становила 37,5 року. На 100 осіб жіночої статі у місті припадало 94,2 чоловіків;  на 100 жінок у віці від 18 років та старших — 89,4 чоловіків також старших 18 років.
Середній дохід на одне домашнє господарство  становив 51 493 долари США (медіана — 39 444), а середній дохід на одну сім'ю — 60 501 долар (медіана — 54 107). За межею бідності перебувало 12,5 % осіб, у тому числі 16,7 % дітей у віці до 18 років та 9,4 % осіб у віці 65 років та старших.
Цивільне працевлаштоване населення становило 489 осіб. Основні галузі зайнятості: освіта, охорона здоров'я та соціальна допомога — 32,1 %, фінанси, страхування та нерухомість — 10,8 %, мистецтво, розваги та відпочинок — 10,8 %.